# 博帕德
博帕德（德語：Boppard，發音：[ˈbɔpaʁt] ⓘ）是德国莱茵兰-普法尔茨州莱茵-洪斯吕克县的城市，面积74.88平方千米，2023年12月31日人口为15,593人。

## 友好城市
- 日本 青梅市（1965年）
- 法國 昂布瓦斯（1985年）
- 英国 特魯羅（1991年）
- 匈牙利 凱斯特海伊（1997年）
- 卢旺达 尼亚比泰凯里（德语：Nyabitekeri (Sektor)）（2008年）
- 巴西 阿罗约多梅约（2013年）